# Андреа Секулін
Андреа Секулін (італ. Andrea Seculin, нар. 14 липня 1990, Горіція) — італійський футболіст, воротар клубу «Модена».
Виступав, зокрема, за клуб «К'єво», а також молодіжну збірну Італії.

## Клубна кар'єра
Народився 14 липня 1990 року в місті Горіція.
У дорослому футболі дебютував 2007 року виступами за команду «Зюйдтіроль». 
Пізніше, з 2010 по 2014 рік, грав у складі команд «Фіорентина», «Юве Стабія», «К'єво» та «Авелліно».
Своєю грою за останню команду знову привернув увагу представників тренерського штабу клубу «К'єво», до складу якого повернувся 2014 року. Цього разу відіграв за другий за титулованістю клуб з Верони наступні п'ять сезонів своєї ігрової кар'єри.
Протягом 2019—2022 років захищав кольори клубів «Сампдорія», «К'єво», СПАЛ та «Пістоєзе».
До складу клубу «Модена» приєднався 2022 року.

## Виступи за збірні
У 2009 році дебютував у складі юнацької збірної Італії (U-20), загалом на юнацькому рівні взяв участь у 1 іграх, пропустивши 5 голів.
Протягом 2009–2013 років залучався до складу молодіжної збірної Італії. На молодіжному рівні зіграв у 5 офіційних матчах, пропустив 4 голи.

## Статистика виступів

### Статистика клубних виступів
| Сезон                  | Команда                | Чемпіонат              | Чемпіонат | Чемпіонат | Національний кубок | Національний кубок | Національний кубок | Континентальні кубки | Континентальні кубки | Континентальні кубки | Інші змагання | Інші змагання | Інші змагання | Усього | Усього |
| Сезон                  | Команда                | Ліга                   | Ігор      | Голів     | Ліга               | Ігор               | Голів              | Ліга                 | Ігор                 | Голів                | Ліга          | Ігор          | Голів         | Ігор   | Голів  |
| ---------------------- | ---------------------- | ---------------------- | --------- | --------- | ------------------ | ------------------ | ------------------ | -------------------- | -------------------- | -------------------- | ------------- | ------------- | ------------- | ------ | ------ |
| 2007-січ. 2008         | «Сдтіроль»             | C2                     | 0         | 0         | CI-C               | 3                  | -8                 | -                    | -                    | -                    | -             | -             | -             | 3      | -8     |
| 2008–09                | «Фіорентина»           | A                      | 0         | 0         | КІ                 | 0                  | 0                  | ЛЧ+КУЄФА             | -                    | -                    | -             | -             | -             | 0      | 0      |
| 2009–10                | «Фіорентина»           | A                      | 0         | 0         | КІ                 | 0                  | 0                  | ЛЧ                   | 0                    | 0                    | -             | -             | -             | 0      | 0      |
| 2010–11                | «Фіорентина»           | A                      | 0         | 0         | КІ                 | 0                  | 0                  | -                    | -                    | -                    | -             | -             | -             | 0      | 0      |
| Усього за «Фіорентина» | Усього за «Фіорентина» | Усього за «Фіорентина» | 0         | 0         |                    | 0                  | 0                  |                      | 0                    | 0                    |               | -             | -             | 0      | 0      |
| 2011–12                | «Юве Стабія»           | B                      | 18        | –         | КІ                 | 1                  | -2                 | -                    | -                    | -                    | -             | -             | -             | 19     | -21    |
| 2012–13                | «Юве Стабія»           | B                      | 17        | -32       | КІ                 | 3                  | -3                 | -                    | -                    | -                    | -             | -             | -             | 20     | -35    |
| Усього за «Юве Стабія» | Усього за «Юве Стабія» | Усього за «Юве Стабія» | 35        | -51       |                    | 4                  | -5                 |                      | -                    | -                    |               | -             | -             | 39     | -56    |
| 2013–14                | «Авелліно»             | B                      | 24        | -26       | КІ                 | 3                  | -1                 | -                    | -                    | -                    | -             | -             | -             | 27     | -27    |
| 2014–15                | «К'єво»                | A                      | 0         | 0         | КІ                 | 0                  | 0                  | -                    | -                    | -                    | -             | -             | -             | 0      | 0      |
| 2015–16                | «К'єво»                | A                      | 3         | -2        | КІ                 | 0                  | 0                  | -                    | -                    | -                    | -             | -             | -             | 3      | -2     |
| 2016–17                | «К'єво»                | A                      | 4         | -9        | КІ                 | 1                  | 0                  | -                    | -                    | -                    | -             | -             | -             | 5      | -9     |
| 2017–18                | «К'єво»                | A                      | 0         | 0         | КІ                 | 1                  | -1                 | -                    | -                    | -                    | -             | -             | -             | 1      | -1     |
| 2018–19                | «К'єво»                | A                      | 2         | -7        | КІ                 | 1                  | 0                  | -                    | -                    | -                    | -             | -             | -             | 3      | -7     |
| 2019–20                | «Сампдорія»            | A                      | 0         | 0         | КІ                 | 0                  | 0                  |                      | -                    | -                    |               | -             | -             | 0      | 0      |
| 2020–21                | «К'єво»                | B                      | 3         | -7        | КІ                 | 1                  | -1                 |                      | -                    | -                    |               | -             | -             | 4      | -8     |
| Усього за «К'єво»      | Усього за «К'єво»      | Усього за «К'єво»      | 12        | -25       |                    | 4                  | -2                 |                      | -                    | -                    |               | -             | -             | 16     | -27    |
| 2021-січ. 2022         | СПАЛ                   | B                      | 6         | -10       | КІ                 | 0                  | -0                 |                      | -                    | -                    |               | -             | -             | 6      | -10    |
| січ.-черв. 2022        | «Пістоєзе»             | C                      | 16+2      | -25+ -2   | CI-C               | 0                  | 0                  |                      | -                    | -                    |               | -             | -             | 17     | -26    |
| 2022–23                | «Модена»               | B                      | 0         | 0         | КІ                 | 1                  | -1                 | -                    | -                    | -                    | -             | -             | -             | 1      | -1     |
| Усього за кар'єру      | Усього за кар'єру      | Усього за кар'єру      | 93+1      | -137+ -1  |                    | 15                 | -17                |                      | 0                    | 0                    |               | -             | -             | 109    | -155   |